# 3768 Monroe
3768 Monroe este un asteroid din centura principală, descoperit pe 5 septembrie 1937 de Cyril Jackson.